# Jürgen Kessing

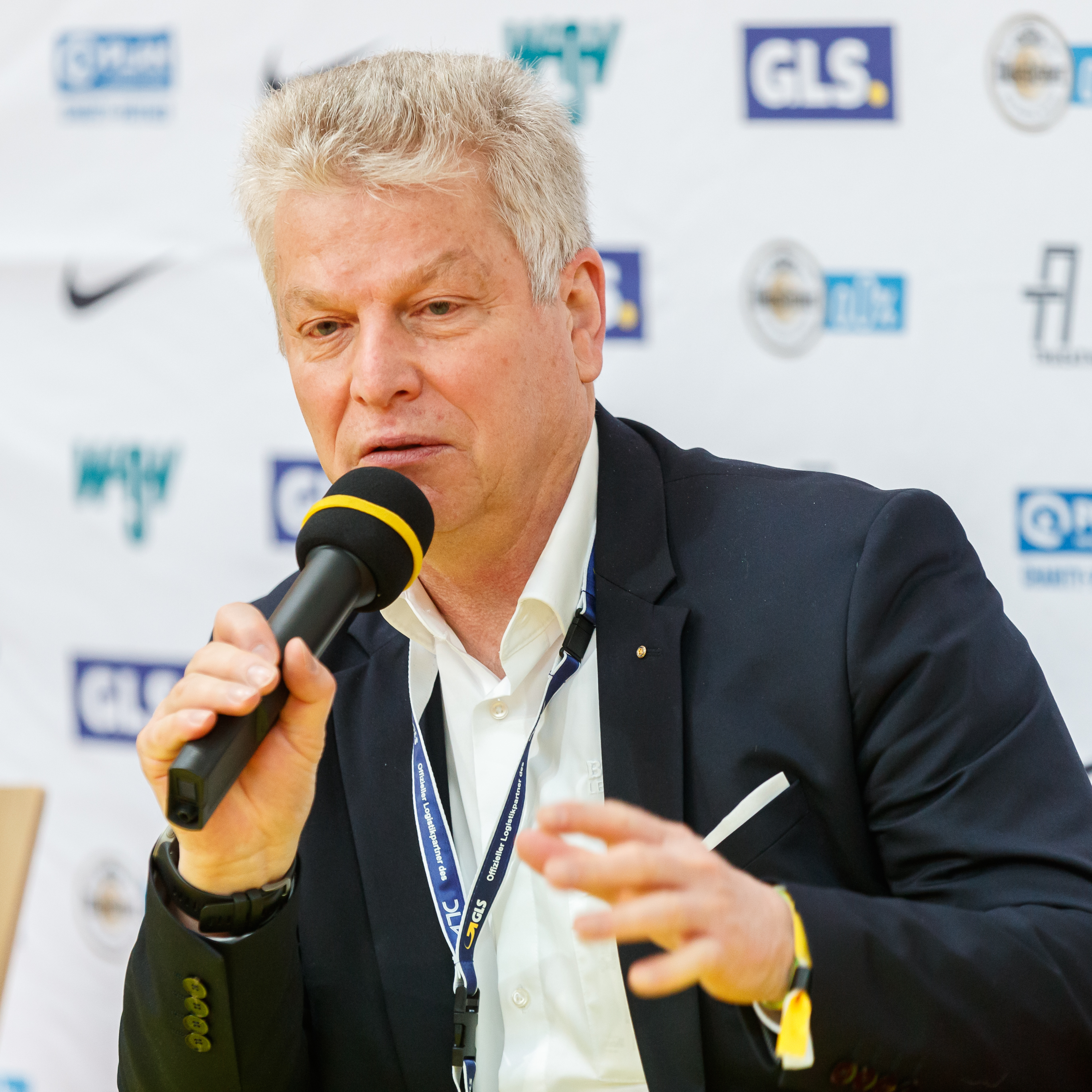
Kessing als DLV-Präsident bei den Deutschen Hallenmeisterschaften 2022

Jürgen Kessing (* 28. März 1957 in Worms) ist ein deutscher Politiker der SPD und seit 2004 Oberbürgermeister der Großen Kreisstadt Bietigheim-Bissingen. Von 2017 bis 2024 war er Präsident des Deutschen Leichtathletik-Verbandes (DLV).

## Ausbildung und Beruf
Jürgen Kessing absolvierte ab 1972 eine Verwaltungsausbildung bei der Stadt Ludwigshafen am Rhein, wo er bis 1989 beschäftigt war. Er ist Diplom-Verwaltungs- und Betriebswirt. Weitere berufliche Stationen waren der Bezirksverband Pfalz, die Stadt Kaiserslautern, in der er von 1991 bis 1994 als Stadtkämmerer tätig war, die Stadt Mainz (Beauftragter für den Haushalt), die Staatskanzlei des Landes Rheinland-Pfalz und die Stadt Dessau, wo er im Jahr 2001 zum Bürgermeister gewählt wurde.

## Politische Tätigkeit
Im Jahr 2004 wurde er als Nachfolger von Manfred List (CDU) zum Oberbürgermeister von Bietigheim-Bissingen gewählt. Bei der Oberbürgermeisterwahl am 4. März 2012 trat er erneut an. Bei einer Wahlbeteiligung von 24,57 Prozent wurde er ohne Gegenkandidaten mit 96,2 Prozent der gültigen Stimmen für eine weitere Amtszeit gewählt. Bei der Oberbürgermeisterwahl am 8. März 2020 wurde Kessing mit 54,7 Prozent der Stimmen für eine dritte Amtszeit wiedergewählt.
Neben seiner Tätigkeit als Oberbürgermeister von Bietigheim-Bissingen ist er Mitglied und Vorsitzender der SPD-Fraktion im Kreistag des Landkreises Ludwigsburg sowie Mitglied der Regionalversammlung des Verbands Region Stuttgart. Bei der Kreistagswahl am 7. Juni 2009 führte er die Liste der SPD an.
Wenige Wochen nach seiner ersten Wiederwahl in Bietigheim-Bissingen wurde Kessing von seiner Partei angefragt, bei der Oberbürgermeisterwahl in Stuttgart am 7. Oktober 2012 als Kandidat der SPD gegen Sebastian Turner (parteilos, unterstützt von CDU, FDP und Freien Wählern) und Fritz Kuhn (Grüne) anzutreten. Kessing lehnte das Angebot „nach reiflichem Überlegen“ ab.

## Sport
Kessing gehörte als aktiver Leichtathlet dem ABC Ludwigshafen und der MTG Mannheim an. Als Jugendlicher schaffte er im Stabhochsprung die Höhe von vier Metern und war zweimal Rheinland-Pfalz-Meister, und Kessing war auch ein guter Zehnkämpfer. Er hat eine Ausbildung als DLV-A-Trainer Sprung und arbeitete am Stützpunkt in Mannheim.
Kessing wurde am 18. November 2017 beim 47. DLV-Verbandstag in Darmstadt als Nachfolger von Clemens Prokop zum Präsidenten des Deutschen Leichtathletik-Verbandes (DLV) gewählt. Er hatte das Amt bis zum 31. August 2024 inne.
Nach der Weltmeisterschaft in Budapest, bei der Deutschland keine Medaille gewann, gab Kessing ein ambitioniertes Ziel aus: „Wir haben uns zum Ziel gesetzt, bis 2028 in Los Angeles wieder unter den Top-Fünf-Leichtathletiknationen zu sein“. Als Grund für den Misserfolg der deutschen Leichtathleten nannte er die Vernachlässigung der sportlichen Infrastruktur.

## Sonstige Ämter
Jürgen Kessing ist Mitglied im Verwaltungsrat der Kreissparkasse Ludwigsburg. Seit 2011 gehört er dem Rotary Club „Ludwigsburg / Alt-Württemberg“ an.

## Familie und Privates
Kessing ist verheiratet und hat zwei Töchter.